# 新黑色電影
新黑色電影（英語：Neo-noir）是一種黑色電影的復興類型，最初在美國戰後時期（大約從1945年到1960年）蓬勃發展。黑色電影的法文術語 film noir，直譯英文為 black movie 或 dark movie（黑暗電影），表示通常以陰暗的電影風格呈現的險惡故事。新黑色電影有類似的風格，但有更新的主題、內容、風格、視覺元素和媒體。

## 定義
新創詞neo-noir，使用希臘語前綴作為新詞，由馬克康納德定義為「在經典黑色時期後任何帶有黑色主題或黑色情感的電影」。另一個定義將其描述為後期的黑色電影，經常綜合不同的類型，同時突出黑色電影的支架。

## 歷史
黑色電影由評論家尼諾·法蘭克於1946年創造，並於1955年由法國影評人雷蒙德·博德 和 Etienne Chaumeton 普及。該術語從1980年代以電影風格復興的形式開始普遍使用。
經典黑色電影的時代通常可以追溯到1940年代初到1950年代後期，這些電影改編自美國的犯罪小說，也被描述為硬漢小說。一些作者反對這個術語。例如，《郵差總按兩次鈴》和《雙重賠償》的作者詹姆斯·凱恩被認為並定義是冷硬派小說的作者之一。兩部小說都被改編為犯罪電影，前者不只一次。凱恩對此表示：「我的作品不屬於任何流派，無論是冷酷還是其他的。我相信這些所謂的流派主要存在於評論家的想像中，與其他任何地方的現實幾乎沒有對應關係。」